# Earl Thomson (jahač)
Earl Thomson, ameriški jahač in častnik, * 14. avgust 1900, † julij 1971.
Poročnik Kopenske vojske ZDA Thomson je nastopil na poletnih olimpijskih igrah leta 1932, leta 1936 in leta 1948; skupaj je osvojil 2 zlati in 3 srebrne medalje.